# Бардзкий, Афанасий Эразмович
Афанасий Эразмович Бардзкий (20 апреля 1852, Калишская губерния — после 1917) — российский юрист, правовед.

## Биография
В 1874 году окончил юридический факультет Варшавского университета.
С 1879 года — присяжный поверенный округа Московской судебной палаты, затем — товарищ прокурора Орловского окружного суда, член Екатеринославского окружного суда, член Харьковской судебной палаты, член 1-го гражданского департамента Одесской судебной палаты; действительный статский советник.
После 1917 года судьба неизвестна.

## Научная деятельность
Основные направления исследований — вопросы несостоятельности и наследственного права. В 1885 году защитил магистерскую диссертацию.
Печатался в «Журнале Министерства юстиции», «Журнале гражданского и уголовного права», «Вестнике права и нотариата», «Судебной газете», «Праве».

### Избранные труды
Источник — Электронные каталоги РНБ
- Бардзкий А. Э. Добросовестное приобретение движимости : Несколько слов по поводу докт. дис. проф. Имп. Варш. ун-та И. Н. Трепицина: «Приобретение движимостей в собственность от лиц, не имеющих права на их отчуждение» (Варшава 1907 г. 550 + XI). — Одесса : тип. З. Л. Слапак, 1909. — 87 с.
- Бардзкий А. Э. Законы о несостоятельности торговой и неторговой и о личном задержании неисправных должников : С разъясн. Гражд. и Угол. касс. д-тов и Общ. собр. д-тов Прав. сената за 30 лет (с 1868 по 1898 г. включительно). — Екатеринослав : Л. М. Ротенберг, 1899. — 4+354+24 с.
  -  — 2-е изд., пересм., испр. и доп. — Одесса : тип. акц. Южно-Рус. о-ва печатного дела, 1914. — 24+576+162 с.[5]
- Бардзкий А. Э. Невменение : Ещё к вопросу об оправдател. приговорах присяж. заседателей. — Киев : тип. Д. С. Повальского, 1897. — 125+2 с.
- Бардзкий А. Э. О праве потерпевшего от преступления или проступка собственника движимого имущества на возвращение ему такового от третьего добросовестного приобретателя : Реф. долж. в заседании Екатериносл. окр. суда. — Екатеринослав : тип. Л. М. Ротенберга, 1898. — 2+66 с.
- Бардзкий А. Э. Об ответственности должностных лиц судебного ведомства за преступления и проступки по службе : Исслед. вопроса о значении умысла в преступлениях и проступках, предусмотренных статьями 5-го разд. Уложения о наказаниях угол. и испр. изд. 1866 г. : С прил. проекта постановлений, коими мог бы быть заменен этот раздел. — Тула : тип. Н. И. Соколова, 1884. — 2+10+452+1 с.
- Спор против духовного завещания. — 1906.
- Договоры в пользу третьих лиц. — 1911.
- Домашнее духовное завещание, напечатанное на пишущей машинке. — 1915.
- Встречный иск у мирового судьи. — 1915.

См. также:
- Библиография А. Э. Бардзкого. Юридическая Россия. Дата обращения: 6 марта 2016.

## Адреса
в Одессе — ул. Базарная, д. 20.